# Korçë
Korçë (albánsky: Korçë nebo Korça, do slovanských jazyků přepisováno například jako Korča) je nejvýznamnější město v okrese Korçë v jihovýchodní Albánii, 181 km od Tirany, v širokém horském údolí mezi dvěma hřebeny. V roce 2011 zde žilo přibližně 43 tisíc obyvatel. Leží na náhorní plošině ve výšce 850 m n. m. Historicky bylo centrem arumunského a křesťanského obyvatelstva a jedním z míst albánského národního i kulturního obrození. Albánci zde tvoří 75,38 % obyvatel, Řekové 3,31 %, Arumuni 3,18 %, Rumuni 1,1 % a Makedonci 0,7 %.

## Název
Jméno města je slovanského původu pozdější úpravu názvu Gorica/Горица.[zdroj?] Korçë se v ostatních jazycích nazývá různě: arumunsky: Curceaua nebo Corceao; bulharsky: Корче, Korče; řecky: Κορυτσά, Koritsá; italsky: Corizza; makedonsky: Горица, Gorica; turecky: Görice.

## Podnebí
Korçë se nachází ve středomořském podnebním pásu s významným kontinentálním vlivem. V létě je příjemně teplé klima s maximem 26 °C, zatímco zimy jsou chladné s průměrem −3 °C až +4 °C v lednu.

## Historie
V prostoru současného města byly nalezeny neolitické pozůstatky. Dle nich lze soudit, že místo současné Korči bylo osídleno od 5. tisíciletí př. n. l. 
Ve středověkých dokumentech z roku 1280 je zmíněno město s názvem Coviza. V 13. století se v blízkosti města nacházela řecká osada s názvem Episkopi (řecky Επισκοπή). Moderní město se datuje od konce 15. století, kdy Iljaz Hodža pod vedením sultána Mahmuta II. nechal založit Korçu. Osmanská okupace začala v roce 1440 a poté, jakou měl Hodža roli v obléhání Konstantinopole v roce 1453, získal titul 'Iljaz Bey Mirahor'. 

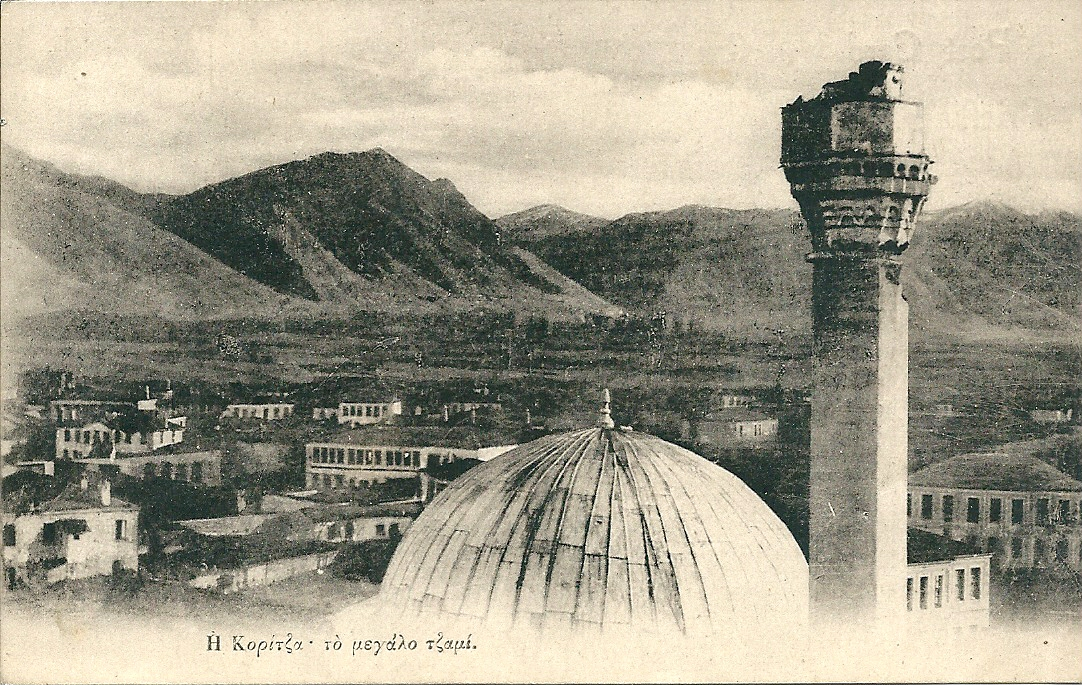
Pohled na město v 19. století.

Středověká Korça je také zmiňována během benátsko-turecké války v letech 1644 až 1669, kdy obchodníci z Elbasanu putovali z Korfu a Sarandy prodávat do Korçi různé výrobky.
Rozvoj původně malého sídla se uskutečnil až poté, co bylo nedaleké město Moscopole vyplněno vojsky Ali Pašy Tepelenského v roce 1788. Obyvatelstvo Moscopole uprchlo z vypleněného města a útočiště našlo právě v Korçi. Nemalý počet obyvatel z příchozích byli Arumuni. K původním uprchlíkům později přišli sedláci z okolních vesnic (např. Shalës a Kolonjë), kteří se usídlili v centru města. Arumunské obyvatelstvo, které bylo křesťanské víry narušilo původní dominanci muslimů ve městě. Okolo roku 1830 žilo v místní Varoši (středu města) okolo 100 arumunských rodin. Město se dále rozvíjelo díky řemeslné výrobě.
V roce 1805 napočítal francouzský diplomat François Pouqueville, že ve městě žije zhruba 1300 rodin, z nichž dvě třetiny byly křesťanského vyznání. Zatímco v roce 1875 zde žilo 8200 lidí, roku 1905 to bylo již 18 000, většina z nich byla tehdy evidována jako Řekové, nicméně sčítání bylo uskutečněno na základě náboženství, kde byli ortodoxní (většinou Arumuni) označováni za Řeky. Arumunské obyvatelstvo mluvilo částečně[zdroj?] řecky, zaujímalo pozice vyšších vrstev, zatímco místní Albánci se soustředili hlavně na zemědělství a byli podstatně chudší. Školy, které v Korçi vznikaly, vyučovaly v řečtině. Nemalá část obyvatelstva ovládala oba jazyky (albánštinu i řečtinu), střet mezi užíváním obou jazyků však vyvstal až v polovině 19. století s pokračující helenizací a později i národním obrozením Albánců. Nemalá část albánských obrozenců, kteří ovládali řečtinu a byli pravoslavného vyznání, pocházela právě z Korçi.
Na konci 19. století nemalý počet místních obyvatel emigroval do zahraničí, například do Řecka, Rumunska nebo Bulharska; obyvatelstvo muslimského vyznání odcházelo do Istanbulu a dalších větších měst Osmanské říše. Nezanedbatelná byla také migrace do Spojených států.
Turecká vláda nad městem trvala až do roku 1912; ačkoliv se podle Sanstefanské mírové smlouvy z roku 1878 rozhodlo, že se město a jeho okolí stanou součástí Bulharského knížectví, Berlínský kongres ze stejného roku nicméně rozhodl o návratu území pod osmanskou vládu. 
V roce 1906 působil v okolí města tajný výbor "pro svobodu Albánie", který disponoval několika sty ozbrojenci, působících proti osmanské vládě. Akce této skupiny probíhaly i v následujících letech; roku 1908 se Çerçiz Topulli pokusil obsadit Korçi, ale neúspěšně. Proti helenizaci albánské obyvatelstvo bojovalo i mírovými prostředky; v roce 1908 byla ve městě založena Ortodoxní liga, která získala podporu ze Spojených států a z albánské diaspory. Kladla si za cíl vytvoření samostatné albánské (ortodoxní) církve, která by byla zcela nezávislá na řeckém kléru. Albánská ortodoxní církev byla založena nakonec až v USA; bohoslužby v albánštině byly poprvé slouženy ve městě až v roce 1929.[zdroj?]

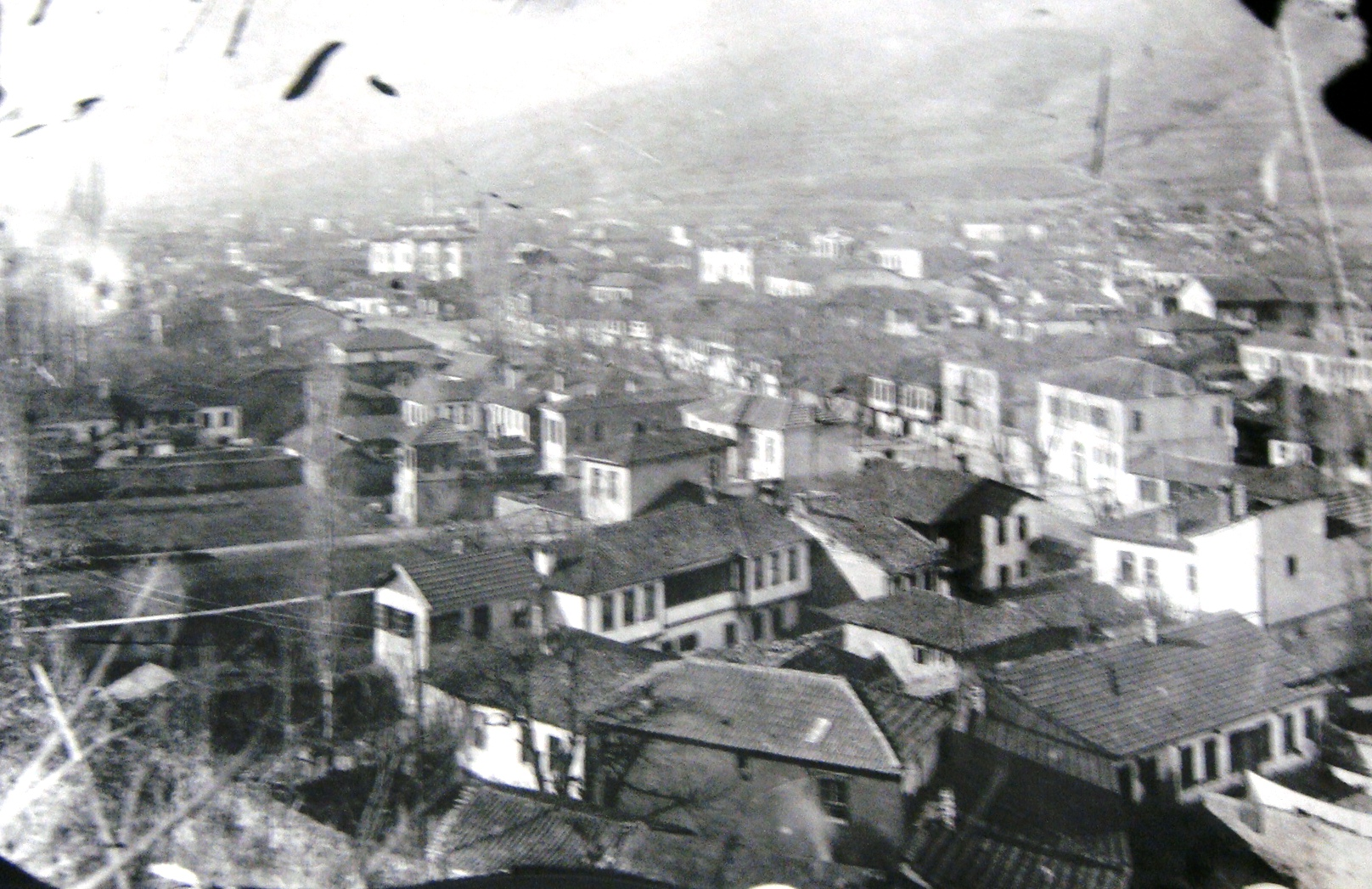
Pohled na město v roce 1916.

Blízkost Korçë k Řecku, která hlásala, že veškeré ortodoxní obyvatelstvo jsou Řekové, vedla k tomu, že se o něj urputně bojovalo v balkánských válkách v letech 1912–1913. Dne 6. prosince 1912 bylo město obsazeno řeckými vojsky. Jeho připojení k Albánii v roce 1913 bylo kontroverzní, neboť jej Řecko považovalo za součást regionu s názvem Severní Epirus. Dohoda o připojení byla podepsána k 1. srpnu 1913. Podle protokolu z Korfu podepsaného v roce 1914 mezi Řeckem a Albánií a podle etnografického průzkumu, který mu předcházel[zdroj?], bylo město zahrnuto do nově vytvořené autonomní oblasti s názvem Severní Epirus. Ta měla jmenovánu svojí vládu, nestihla však konat dostatečně rychle. Tehdejší albánský kníže Wilhelm Wied nařídil četnictvu obsazení města, což se mu úspěšně podařilo, neboť Řekové vzhledem k vlastním problémům z města odešli.
V předvečer první světové války obsadili město 10. července 1914 řečtí vojáci. Jak první světová válka postupovala, byla Korça převzata Rakousko-Uherskem a pak následně Řeckem. Řecká nadvláda však trvala jen do doby národního rozkolu. Města se nakonec zmocnila francouzská armáda, která sem měla poměrně blízko z nedaleké soluňské fronty; tehdejší řecká vláda se navíc snažila navázát spolupráci s Dohodou. Proto byla ustanovena francouzská okupační zóna v Albánii a město bylo v jejím středu. Francie město okupovala v letech 1916–1920. Působení francouzských vojáků až dlouho po válce nebylo vyvoláno zájmem ovládnout město[zdroj?], nýbrž problematickou bezpečnostní situací a neustálými výpady různých ozbrojených band znepřátelených stran. V roce 1916 byla ve městě vyhlášena autonomní oblast, která byla řízena výborem se čtrnácti členy (7 muslimů a 7 křesťanů). Násilnostem však její vznik nezabránil; situaci zhoršilo rovněž uzavření řeckých škol a otevírání nových albánských.
V roce 1918 byla vyhlášena Republika Korçë, která se měla stát později integrální součástí budoucího arumunského státu. Měla být do jisté míry dočasným řešením[zdroj?] problematického územního sporu mezi Albánií a Řeckem[zdroj?], který byl nakonec řešen i za přítomnosti Společnosti národů. Francouzská vojska místní republiku podporovala. Nakonec se město stalo součástí Albánie, jak určila Mezinárodní hraniční komise, která potvrdila poválečné rozhraničení mezi Řeckem a Albánií. Kapštický protokol, který obě strany uzavřely, znamenal pro Řecko vzdání se územního nároku na město, Albánská vláda se však zavázala dodržovat menšinová práva Řeků. Vláda v Tiraně nicméně v 20. letech potlačovala řecký prvek ve městě; např. zakázala používání řeckého jazyka na veřejnosti.[zdroj?] Rovněž také vyhostila místního metropolitu do Řecka, což vedlo k protestům ortodoxního obyvatelstva. 
V roce 1922 bylo zajištěno za pomoci německé letecké společnosti pravidelné spojení mezi městem a Tiranou. V roce 1926 začalo být v nedalekém dole těženo hnědé uhlí.

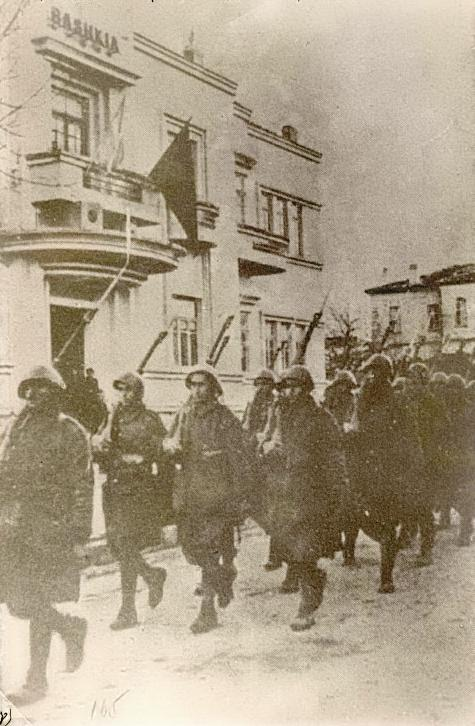
Řečtí vojáci obsazující město v roce 1940.

V meziválečném období se město stalo ohniskem komunistické agitace. Žil zde budoucí albánský diktátor Enver Hodža a byl jak studentem, tak učitelem francouzštiny v místním francouzském gymnáziu. Tehdy ilegální komunistické hnutí v Korçë se stalo základem Hodžovy Albánské strany práce. V meziválečném období počet obyvatel Korçi poklesl z 25,6 tisíc v roce 1923 na 21,2 tisíce v roce 1938. Albánská vláda také omezovala návrat dřívějších exulantů z různých světových zemí zpět do vlasti.[zdroj?] Neomezovala nicméně zasílání peněz vystěhovalců zpět do vlasti. Vzhledem k tomu, že zde žil značný počet rodin, jejichž příslušníci žili v zahraničí, pomohlo zasílání peněz zpět do Korçi k jeho hospodářskému růstu i v meziválečném období.
V roce 1939 bylo město okupováno italskými vojsky spolu se zbytkem Albánie. Po vypuknutí řecko-italské války vstoupila v listopadu 1940 do města řecká armáda a město zůstalo pod řeckou nadvládou až do německého útoku na Řecko v dubnu 1941. Po italském ústupu z války v roce 1943 bylo město okupováno do 24. října 1944 Německem.
Během okupace se město stalo hlavním centrem komunistického odporu okupaci Albánie státy Osy. V roce 1941 byla v Korçë formálně ustanovena Albánská strana práce – Komunistická strana. V roce 1944 byla po ústupu německých sil obnovena albánská vláda.
V roce 1950 získalo město své první divadlo, které působí dodnes.[zdroj?] V rámci industrializace země byl v během druhého pětiletého plánu vybudován závod na konzervy ve městě.
Území trpělo Hodžovým diktátorským režimem, stejně jako zbytek Albánie. Hodža bojoval hlavně proti bohatým i přesto, že často bojovali proti nacistické a fašistické okupaci. Tisíce obyvatel Korçë byly poslány do pracovních táborů nebo popraveni, protože nesouhlasily s Hodžovým režimem. Stovky lidí uprchly do Bostonu v USA, kde se připojily k již existující albánské komunitě, která do onoho regionu emigrovala již dříve. Po roce 1990 bylo Korçë jedním z šesti měst, kde získala Nová demokratická strana drtivou většinu voličů. Protesty proti vládnoucí Straně práce skončily v roce 1991 stržením sochy Envera Hodžy.
V socialistické Albánii bylo náboženství zakázané a většina církevních nebo náboženských staveb byla buď stržena a nebo přeměněna na jiné užití (sklady apod.). Ortodoxní katedrála Zmrtvýchvstání Ježíše Krista (alb. Katedralja ortodokse “Ringjalla e Krishtit“) byla v Korçi vybudována v letech 1992 až 1995. V devadesátých letech 20. století zaznamenala Korça výrazný pokles počtu obyvatel, neboť mnozí obyvatelé se stěhovali do zahraničí nebo do jiných částí země. Tento trend se podařilo zpomalit až na začátku 21. století.

## Památky a charakter města
Střed města tvoří Třída republiky (albánsky Bulevardi Republika), která byla zbudována na přelomu 19. a 20. století. Je lemována lípami a má široké chodníky. Na severním konci ji ukončuje vyhlídková věž a ortodoxní katedrála. Ve středu města se nacházejí domy, které byly zbudovány v 19. století a inspirovány byly architekturou Rakousko-Uherska a Německa téže doby. Na západním okraji města se nachází mešita Mirahor z konce 15. století (zbudována buď v roce 1848 nebo 1496). Nedaleko od ní stojí i hodinová věž.
V samotném středu města se také nachází starý bazar (albánsky Pazari i Vjetër), který obklopují dvou- až tří- podlažní domy, které původně sloužily tradičním řemeslníkům. Z původních šestnácti karavanserájů se dochovaly dva, byly však upraveny a přestavěny do moderní podoby. 
Východně od města začíná pohoří Bredhit të Drenovës, kde se nachází stejnojmenný národní park.

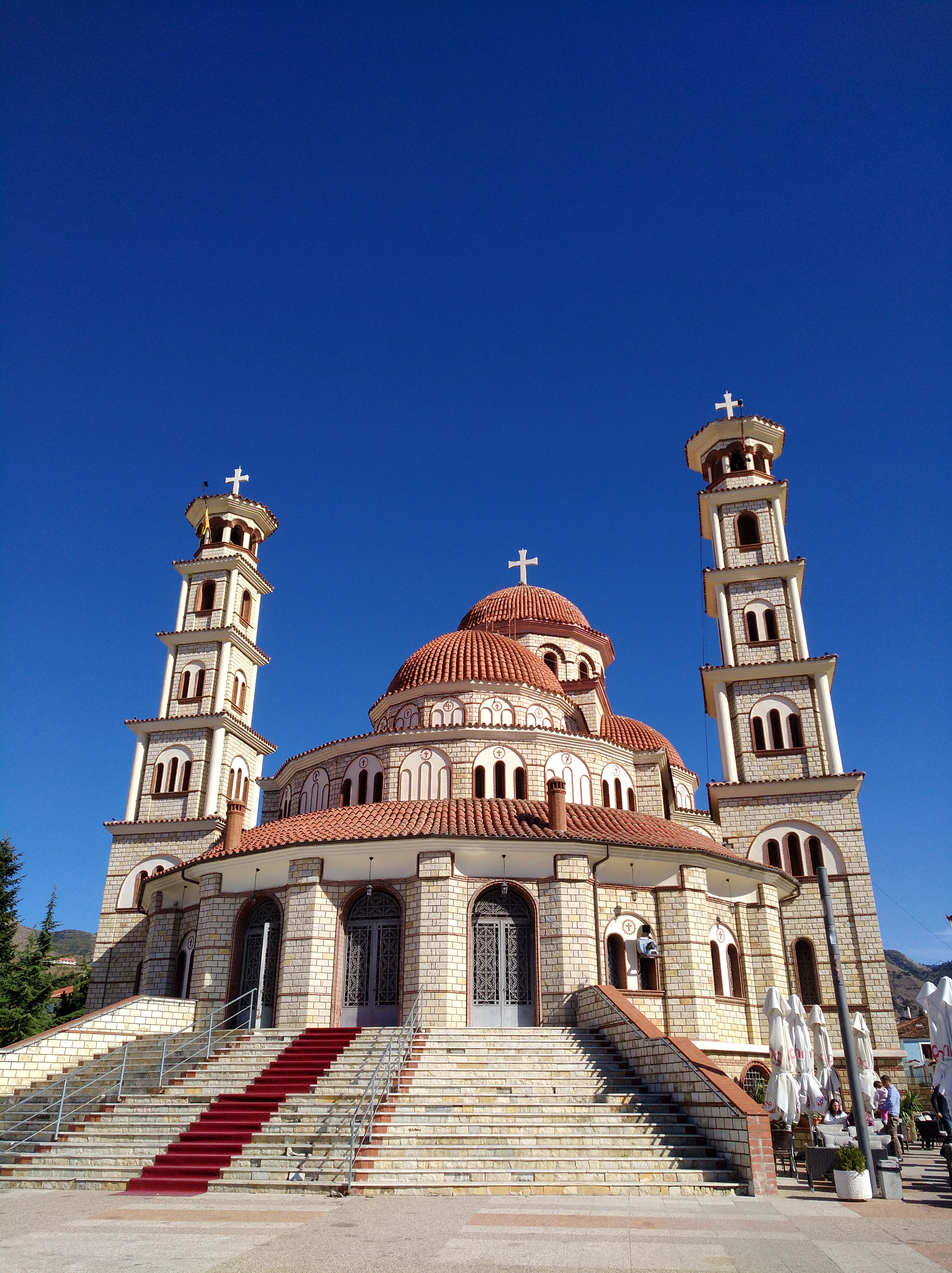
Ortodoxní katedrála Zmrtvýchvstání Krista
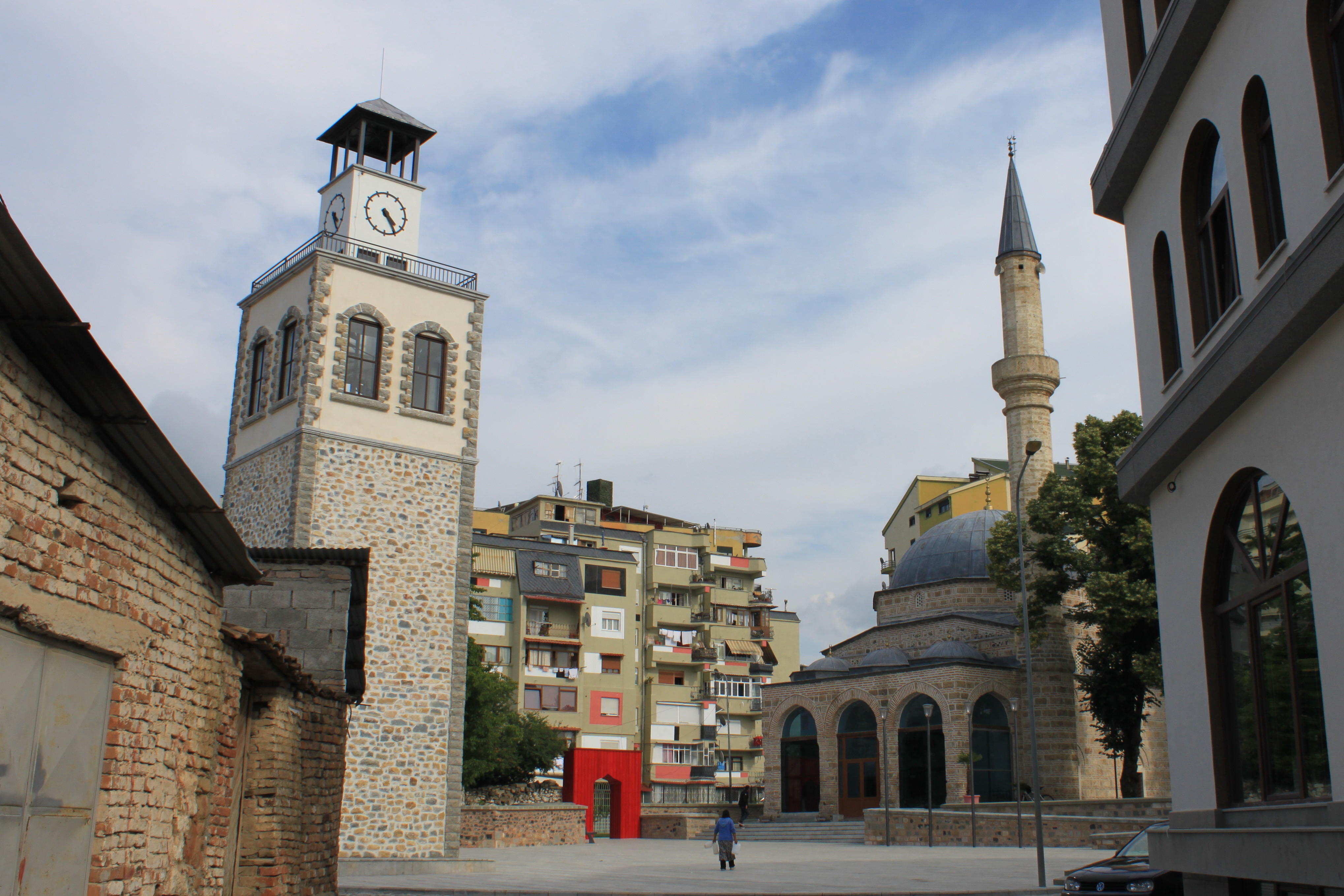
Hodinová věž a mešita
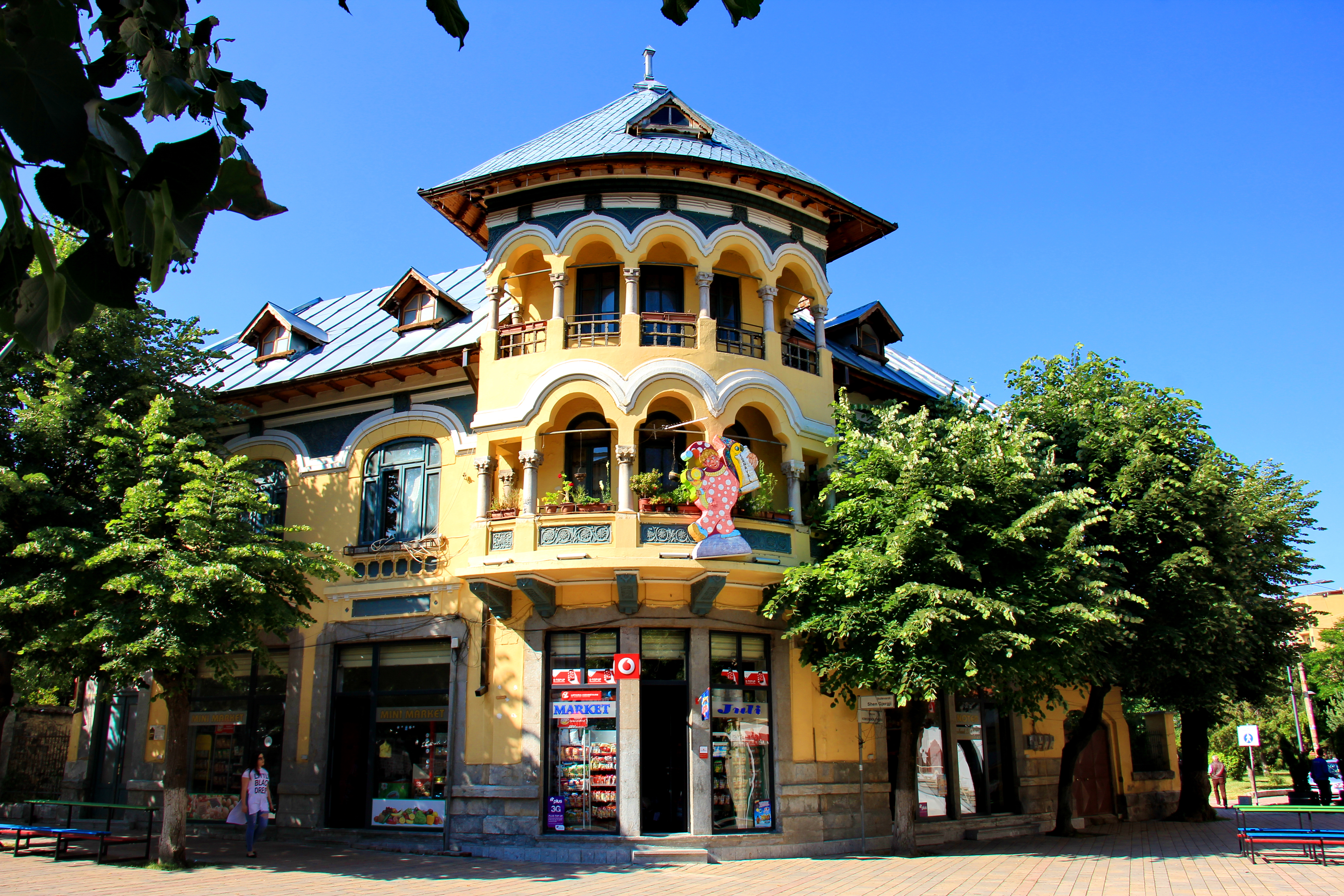
Dům ve středu města
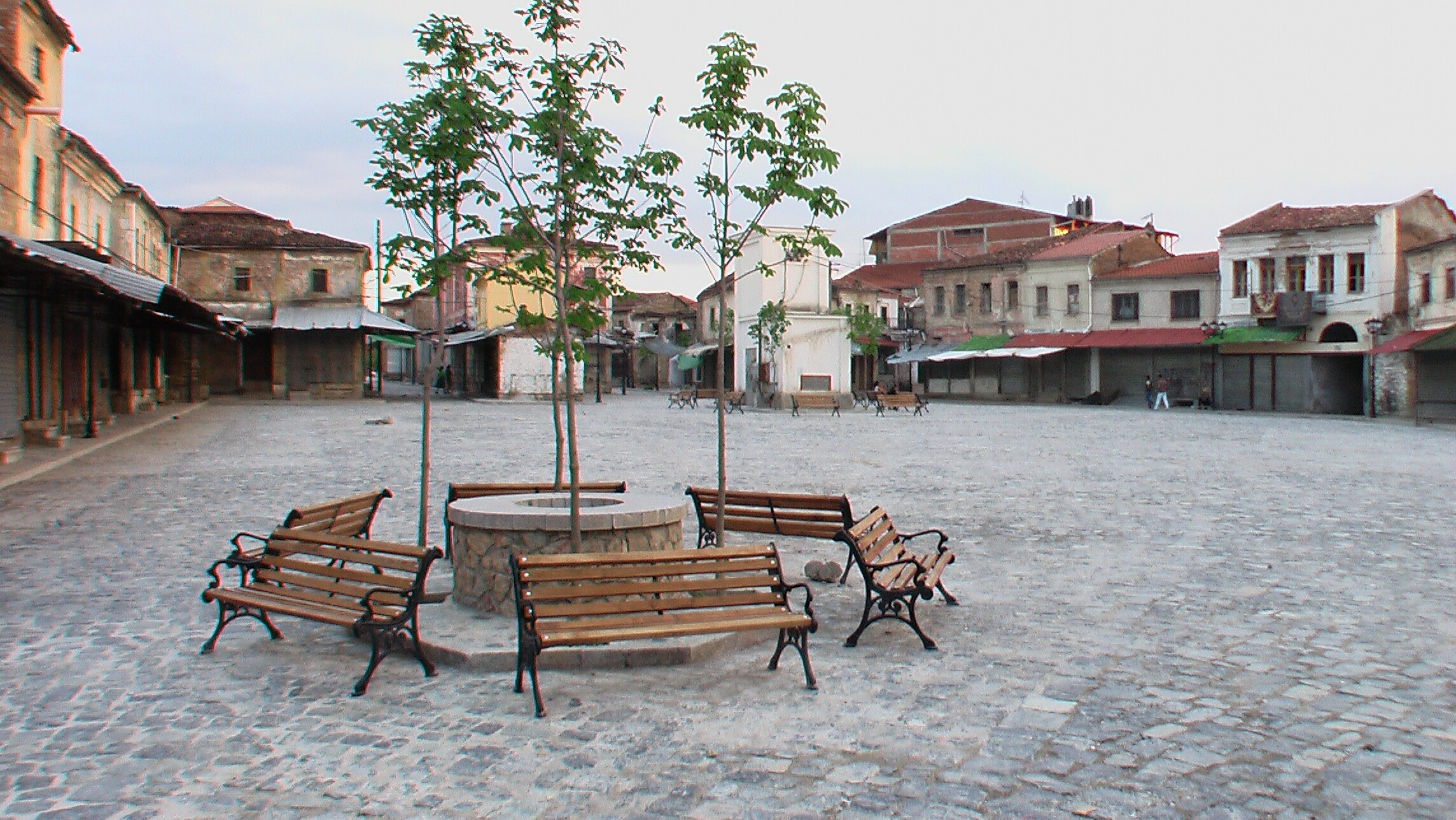
Hlavní náměstí
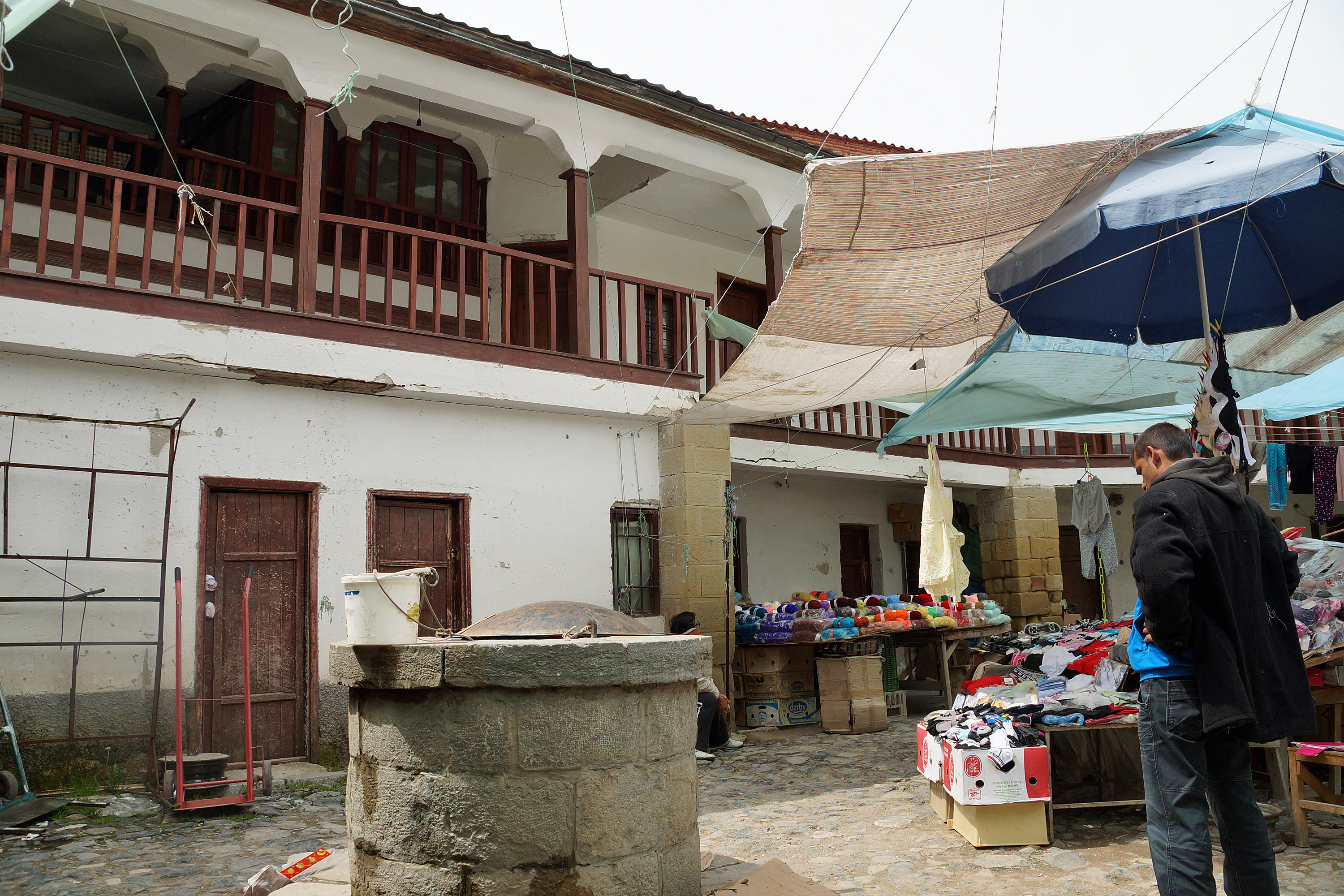
Karavanseráj Han i Elbasanit
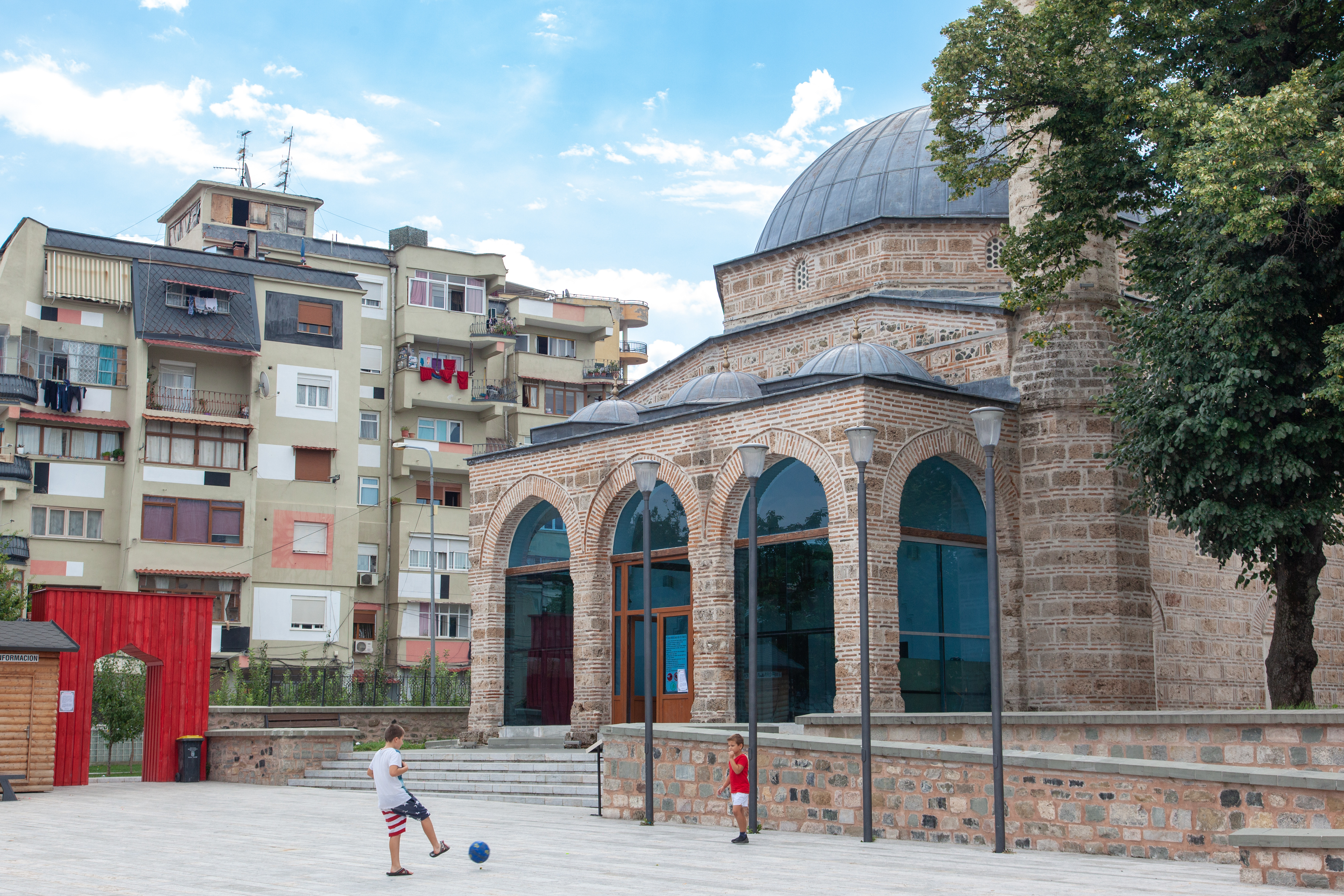
Mešita Mirahori
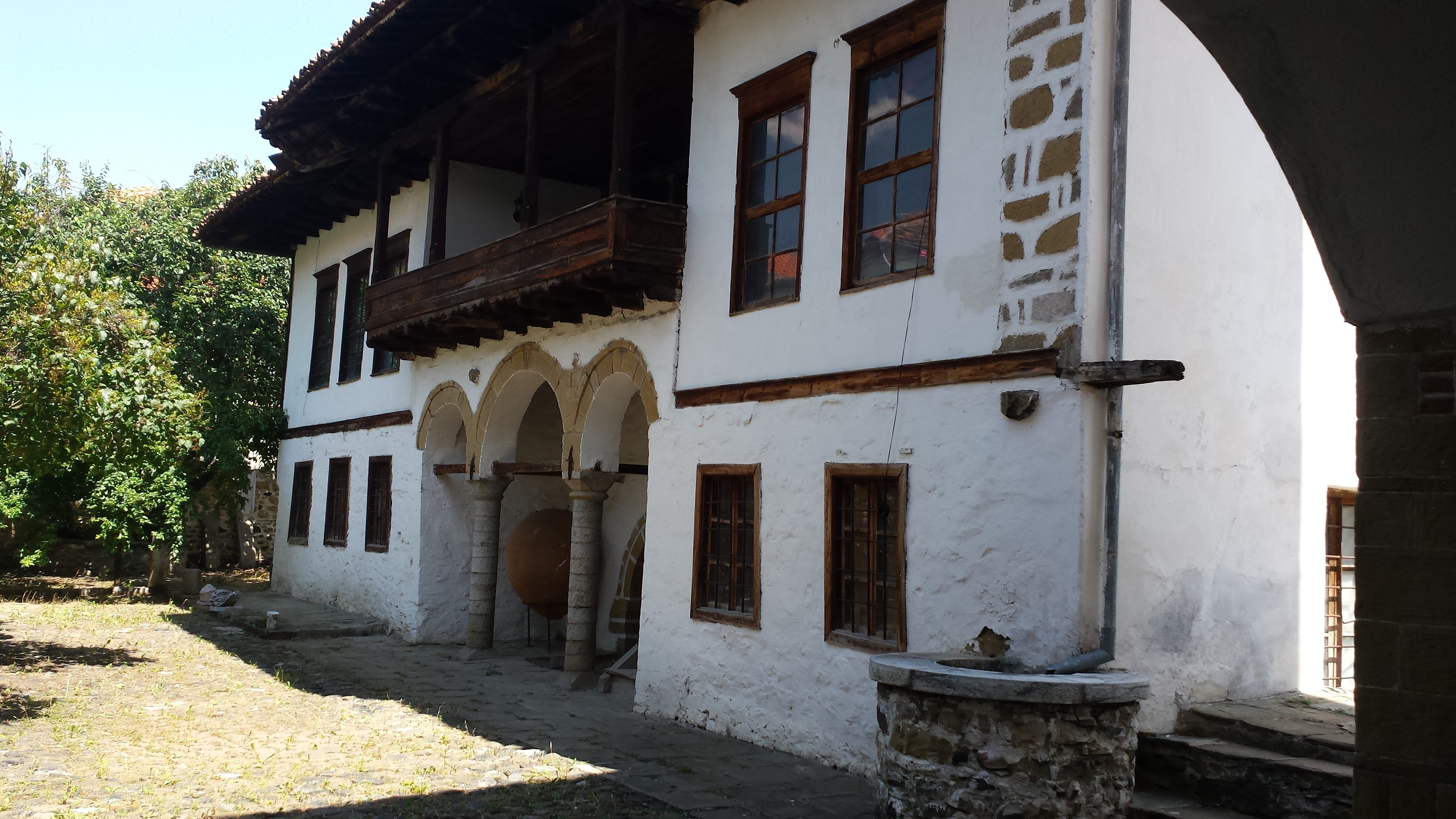
Archeologické muzeum

## Kultura

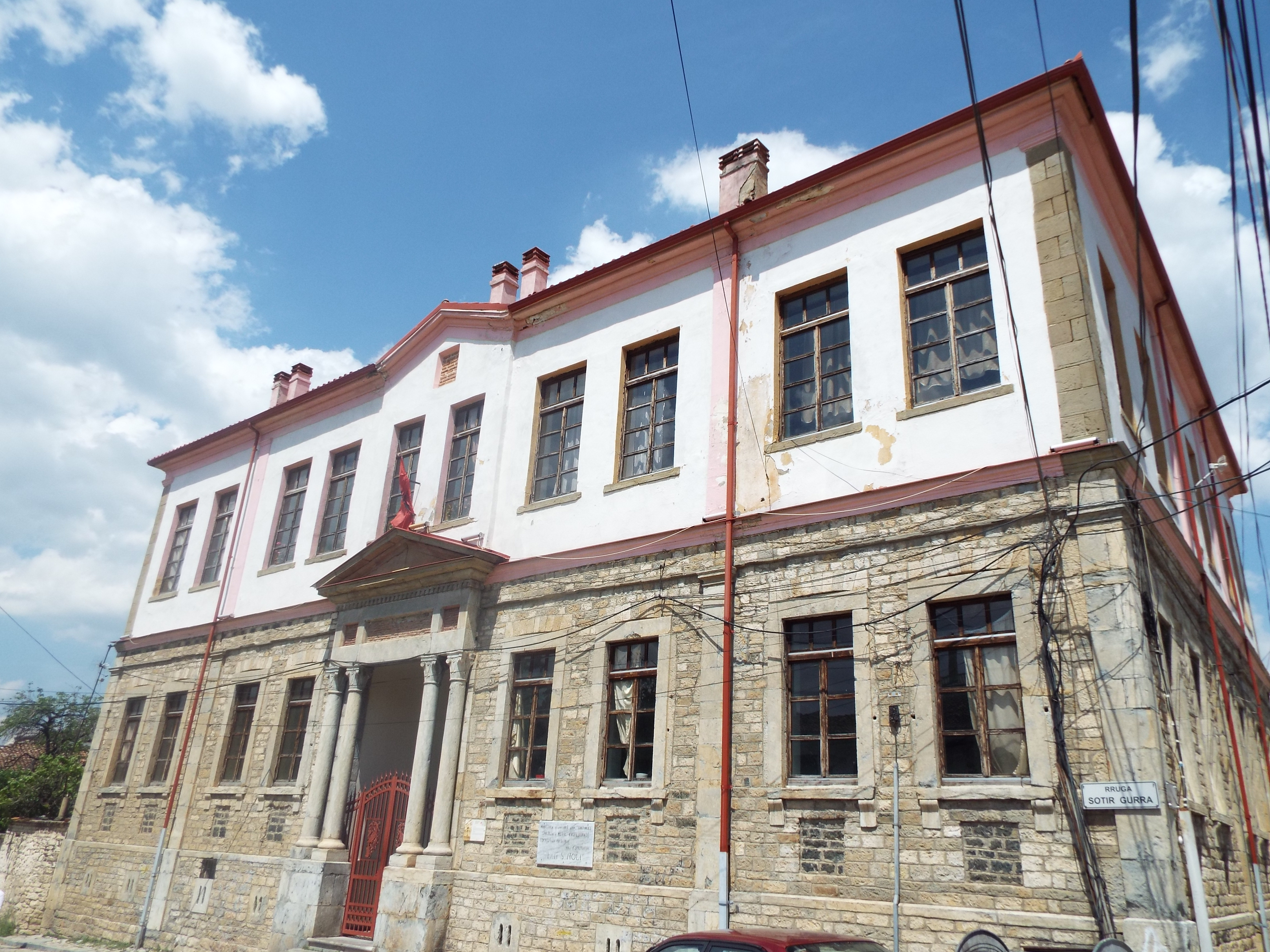
Francouzské lyceum ve městě

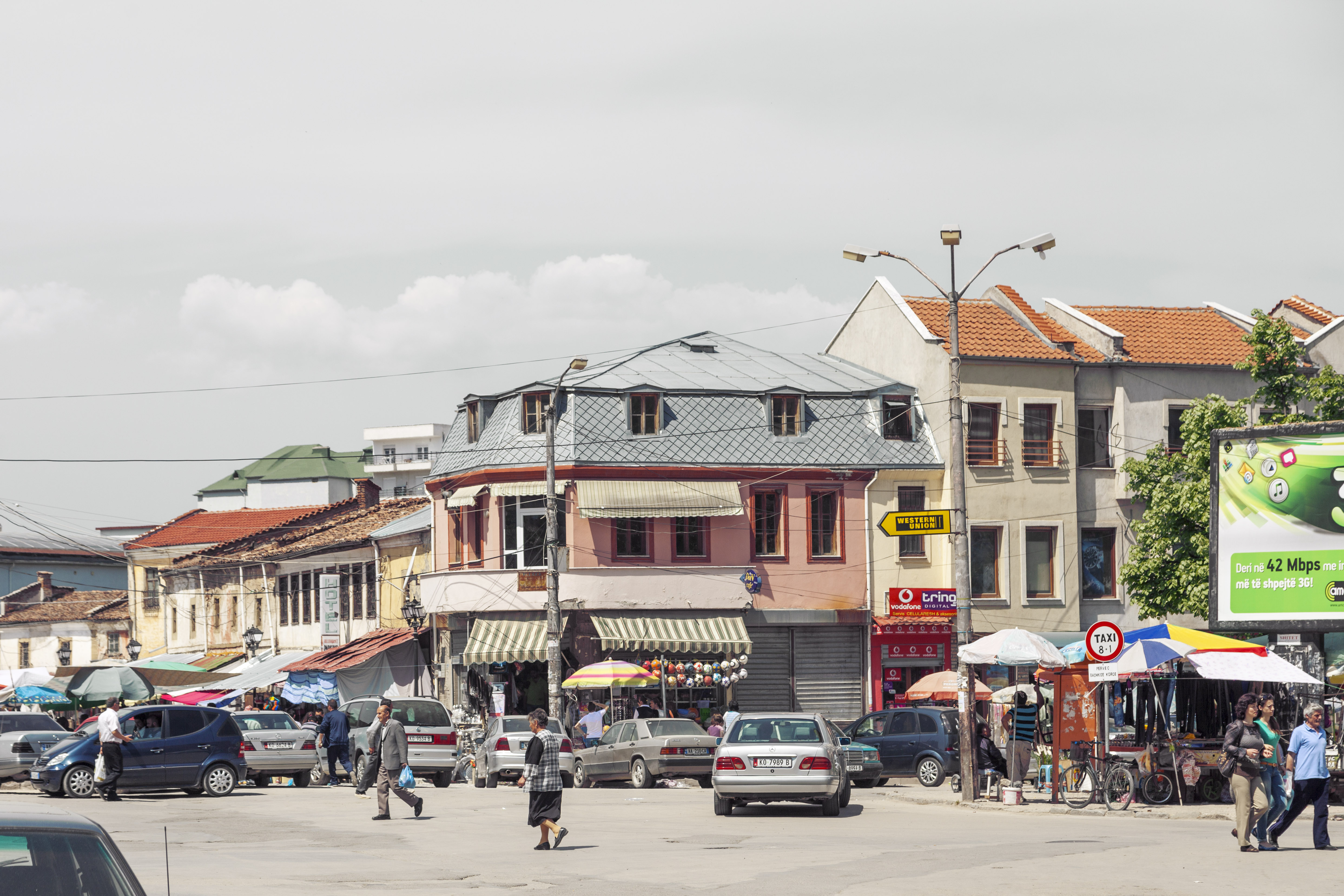
Domy ve městě

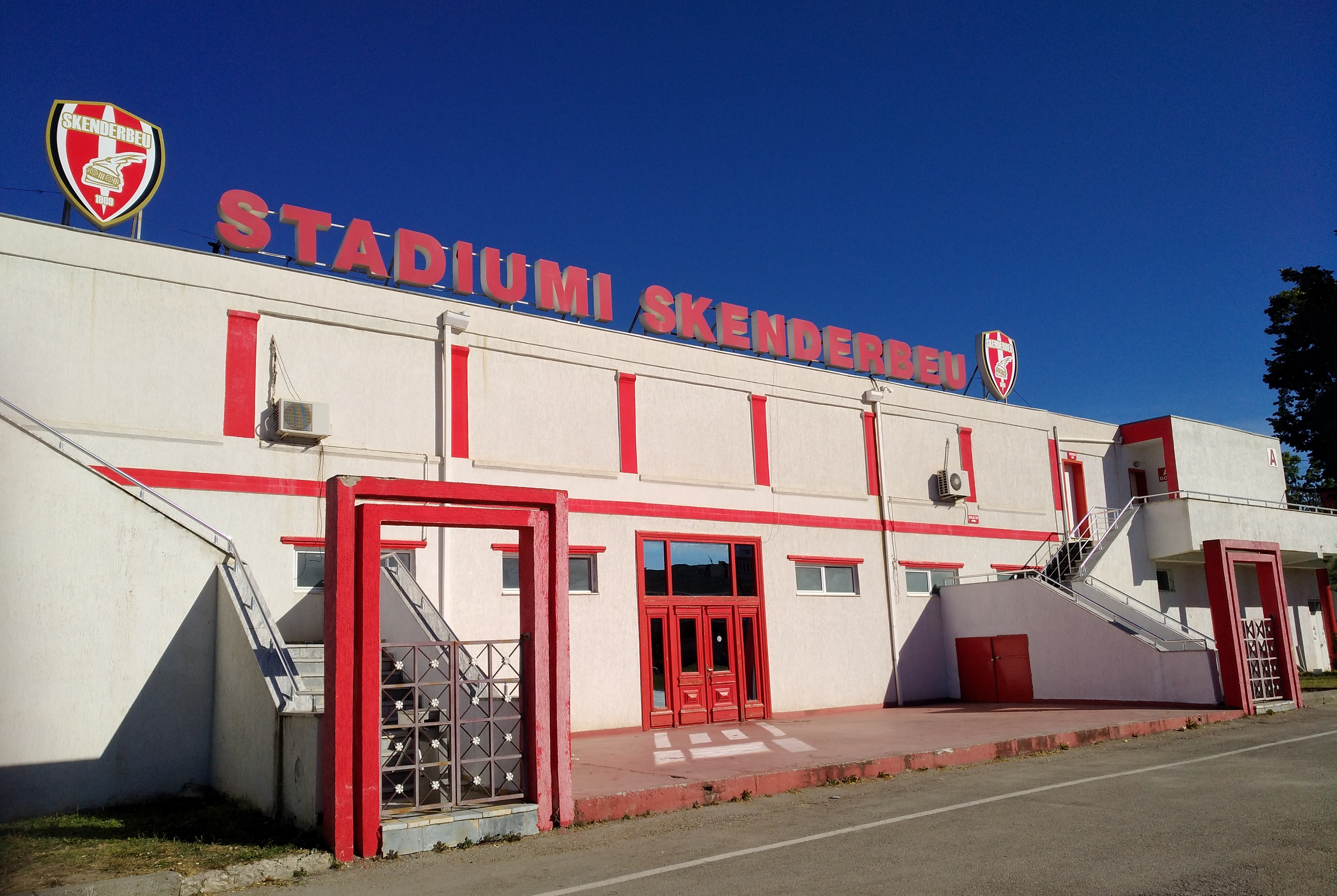
Fotbalový stadion

Korçë bylo po staletí důležitým náboženským centrem ortodoxních křesťanů a muslimů. Je sídlem ortodoxního metropolitního biskupa a také vlastní velkou mešitu vybudovanou v 15. století. V Korçë a jeho okolí žije také velká muslimská komunita bektašiů, jejichž hlavním centrem je turánské Tekke (tekija).
Během osmanského období se stalo jedním z center albánského národního i kulturního obrození, které se vymezovalo proti postupující helenizaci, patrné především na jihu země. V roce 1887 zde byla založena první škola vyučující v albánském jazyce, po ní následovala v roce 1891 první albánská dívčí škola. Albánské školy vznikly jen po souhlasu, který s jejich ustanovením udělily na žádost Naimu Frashërimu turecké úřady.
Město má také několik muzeí. Nachází se zde Národní muzeum středověkého umění, které vystavuje okolo 7000 ikon a dalších 500 exponátů, a Národní archeologické muzeum. Město má také vlastní divadlo, které nese jméno Andona Zako Çajupiho.

## Školství
Korçë je známo vysokou úrovní svých středních škol, hlavně v oboru matematiky, fyziky, chemie a cizích jazyků.[zdroj?] Místní školy nesou názvy: Shkolla e Mesme e Pergithshme "[ Raqi Qirinxhi]", "Themistokli Germenji", "Fakulta Preca ," "Gjuhet e Huaja", "Shkolla Bujqesore", atd. Město je rovněž domovem univerzity Fan S. Noliho, která vznikla v roce 1992 a nabízí několik programů v humanitních vědách, obchodu a vědě.

## Doprava
Městem prochází silnice SH 3, která spojuje Tiranu s řeckou hranicí a dále s městy Kastoria a Florina. Hraniční přechod se nachází 35 km východně od města. Dále tudy prochází i silnice SH75, která směřuje do města Permët dále na jih. Silniční spojení směřuje přes město Pogradec i k Ochridskému jezeru do Severní Makedonie. Město nemá železniční spojení se zbytkem země, nejbližší železniční trať se nachází severně od města Pogradec.
Severozápadně od města se nachází letiště.

## Hospodářství
Během 20. století získala Korçë navíc ke své historické roli obchodního a zemědělského centra značné průmyslové postavení. Plošina, na které město leží, je vysoce úrodná, a je jednou z hlavních albánských oblastí pro pěstování pšenice. Zemědělství rovněž prospělo vysušení močálů v okolí města v průběhu 40. a 50. let. Vyrábělo se zde pletené zboží, koberce, textil, nacházel se zde potravinářský závod, pivovar a cukrovar. V blízkých horách, např. v Mborje-Drenove, se těží zásoby hnědého uhlí.

## Sport
- Fotbalovým klubem je albánský vítěz ligy z let 1933 a 2011–2016 Skënderbeu Korçë. V roce 2012 získal mistrovský titul pod vedením českého trenéra Stanislava Levého. V roce 2015 se místní fotbalový klub stal prvním, který si zahrál v play-off Poháru UEFA, nicméně prohrál s Dinamem Záhřeb.

## Známé osobnosti
Z města jsou původem tyto známé osobnosti:
- Ilias Bey Mirahor, turecký voják
- Viktor Gjika, filmový režisér
- Naum Veqihaxhi,[25] albánský právník a učenec
- Petro Nini Luarasi, první albánská učitelka
- Fan Noli, albánský premiér
- Ylber Merdani, básník a spisovatel
- Sherif Merdani, umělec a diplomat
- Jim Belushi, americko-albánský herec
- Andromaqi Gjergji, etnolog
- Koči Dzodze,[26] albánský komunista